# Martin Willemoes-Suhm
Martin (også Morten) Willemoes-Suhm, født Willemoes (16. oktober 1787 i Assens – 12. oktober 1865 i Altona) var en dansk officer, bror til Joachim Godske, Frederik Wilhelm og Peter Willemoes. Han var far til Peter Friedrich von Willemoes-Suhm.
Han var ritmester ved Livregiment lette Dragoner og sluttede sin karriere som oberstløjtnant. Han var Ridder af Dannebrog og Dannebrogsmand.
Han ægtede 13. november 1815 i Garnisons Kirke Petra Friderica Christiane Suhm (1799-1832), datter af Peter Frederik Suhm. Han blev den 21. november 1820 optaget i den danske adelstand under navnet Willemoes-Suhm. 7. marts 1821 blev Det Suhmske Fideikommis på 60.000 rigsbankdaler oprettet, som Martin Willemoes-Suhm blev ejer af. Han selv og hans efterkommere bosatte sig i Tyskland.